# Бик (Ваш)
Бик (мађ. Bük) град је у западној Мађарској. Бик је град у оквиру жупаније Ваш, недалеко од аустријске границе. Данас има репутацију популарне дестинације за одмор у Мађарској и једног од главних спа и велнес центара у централној Европи.

## Географија

### Локација
Град се налази 27 километара од Сомбатхеља у равници реке Репце.

## Историја
Први пут се спомиње као село у повељама 1271. године са именом: Бик (Byk). Црква је подигнута у 12. веку, па је тиме село још старије. Године 1461. име села је пос. Винцефалва Бик (Poss. Vinchefalwa Byk). Име одговара старом Винцлофалва-Бик, који се сада зове Фелше-Бик. У 15. веку постојала су три бичка села (Алшо-Бик, Манко-Бик и Фелше-Бик). Породица Бик (Bük) је била власник земљишта села и околине. Њихови потомци били су породице Манкобуки Хорват, Манкобуки Балог и Фелшебуки Нађ. Пал Фелшебуки Нађ је био познати члан мађарског Представничког дома у 19. веку. Други значајни земљопоседници били су грофови Чезнеки који су купили Алшебук у 16. веку.

## Становништво
Током пописа 2011. 80,4% становника изјаснило се као Мађари, 3,5% као Немци, 2,4% као Роми, 0,8% као Хрвати и 0,2% као Румуни (18,9% се није изјаснило, због двоструког идентитета укупан број може бити већи од 100%). 
Верска дистрибуција је била следећа: римокатолици 51,7%, реформисани 1,5%, лутерани 10,6%, гркокатолици 0,2%, без вероисповести 7,1% (27,8% се није изјаснило).